# And You Think You Know What Life's About
| Críticas profissionais                                                      | Críticas profissionais |
| Avaliações da crítica                                                       | Avaliações da crítica  |
| Fonte                                                                       | Avaliação              |
| --------------------------------------------------------------------------- | ---------------------- |
| Allmusic                                                                    | [ 1 ]                  |
| Esta tabela precisa de ser acompanhada por texto em prosa. Consulte o guia. |                        |

And You Think You Know What Life's About é o segundo álbum de estúdio da banda Dishwalla, lançado no dia 11 de Agosto de 1998. 
A produção evoluiu no que se diz respeito aos arranjos. Há uma forte presença de efeitos eletrônicos, loopings de bateria e sintetizadores, algo até então inédito no trabalho do grupo. Comercialmente o trabalho acabou sendo um fracasso, devido à falta de apoio da gravadora A&M Records que passava por uma fase de mudança, sendo absorvida como uma divisão da Interscope Records, o que acabou por romper o contrato com o grupo sem mesmo ter feito algum tipo de divulgação do lançamento. Porém todo o acontecido não apaga o brilhantismo do trabalho, considerado por muitos fãs o melhor da banda, assim também como o mais variado no que se diz respeito à produção musical e de arranjos.

## Faixas
| N.º | Título                | Duração |  |
| 1.  | "Stay Awake"          | 4:12    |  |
| 2.  | "Once In A While"     | 4:41    |  |
| 3.  | "Bottom Of The Floor" | 3:28    |  |
| 4.  | "Healing Star"        | 4:21    |  |
| 5.  | "Until I Wake Up"     | 5:15    |  |
| 6.  | "5 Star Day"          | 4:15    |  |
| 7.  | "Truth Serum"         | 5:29    |  |
| 8.  | "So Blind"            | 3:40    |  |
| 9.  | "Gone Upside Down"    | 3:57    |  |
| 10. | "So Much Time"        | 4:36    |  |
| 11. | "The Bridge Song"     | 3:09    |  |
| 12. | "Pop Guru"            | 4:32    |  |